# Mesa de Pilas
Mesa de Pilas är en ort i Mexiko.   Den ligger i kommunen La Misión och delstaten Hidalgo, i den sydöstra delen av landet, 190 km norr om huvudstaden Mexico City. Mesa de Pilas ligger 1 836 meter över havet och antalet invånare är 128.
Terrängen runt Mesa de Pilas är kuperad åt sydväst, men åt nordost är den bergig. Mesa de Pilas ligger uppe på en höjd. Runt Mesa de Pilas är det ganska glesbefolkat, med 42 invånare per kvadratkilometer. Närmaste större samhälle är Pacula, 17,6 km väster om Mesa de Pilas. I omgivningarna runt Mesa de Pilas växer huvudsakligen savannskog.